# Velká mešita v Djenné
Velká mešita v Djenné je budova z nepálených cihel, která se nachází v africkém Mali, ve městě Djenné. Vrcholná stavba súdánsko-sahelského stylu. Její současná podoba pochází z roku 1907. Od roku 1988 je zapsána na seznamu světového dědictví UNESCO, v rámci položky Staré město Djenné.

## Dějiny
První mešita na tomto místě byla postavena již ve 13. století, první písemná zmínka o ní pochází ze 17. století, z knihy Abd al-Sadiho Tarikh al-Sudan. Al-Sadi ve svém díle psal, že mešitu nechal postavit muslimský sultán Kunburu.
Prvním Evropanem, který o mešitě podal zprávu, byl francouzský cestovatel René Caillié, v roce 1828. Deset let před jeho návštěvou město dobyl fulbský džihádista Seku Amadu. Nejspíše se mu existující mešita nelíbila a nechal ji chátrat. Mezi lety 1834-1836 nechal postavit na východ od stávající mešity mešitu novou, na místě bývalého paláce. Nová mešita byla velká, nízká budova bez věží. V dubnu 1893 Djenné dobyly francouzské síly vedené Louisem Archinardem. Brzy poté francouzský novinář Félix Dubois navštívil město a popsal, že z původní mešity zbyly jen ruiny, a že vnitřek zničené mešity je používán jako hřbitov. Ve své knize Tombouctou la Mystérieuse z roku 1897 publikoval i kresbu, na níž vyjádřil svou představu, jak původní mešita asi vypadala.
V roce 1906 francouzská správa rozhodla, že stará mešita bude zrekonstruována a v mešitě, kterou vystavěl Seku Amadu, bude zřízena škola. Roku 1907 byla budova postavena. Částečně zřejmě respektovala půdorys a charakter původní stavby, částečně se uplatnil asi i evropský architektonický styl. Takový dojem měl alespoň Dubois, který místo navštívil roku 1910 a byl zhnusen. Podrobil stavbu ostré kritice a označil ji za "barokní". Mnozí jiní ji naopak považují za stavbu bytostně afrického stylu, nazývaného například súdánsko-sahelský styl.

## Zajímavosti
V roce 1996 časopis Vogue uspořádal v mešitě focení modelek, což pobouřilo místní muslimy a od té doby mají nemuslimové do mešity zákaz vstupu.
Mešita se objevuje i ve filmu Sahara z roku 2005.
Každoročně se u mešity koná velký festival, jehož hlavním cílem je opravit poškození, jež na mešitě během roku zanechaly déšť a eroze. U mešity se vykopou jámy, které se naplní vodou a hlínou, takže vznikne mazlavé bláto, jenž se v minulosti běžně užívalo jako omítka. Jeho dostatečného promíchání je dosahováno tím, že se v blátě nechají cachtat malí chlapci, což je oblíbenou dětskou atrakcí. Poté se kolem mešity postaví lešení z palmového dřeva a dobrovolníci blátem ohazují stěny budovy. Vše probíhá formou soutěží a závodů.
V roce 1930 byla v městečku Fréjus v jižní Francii postavena replika mešity. Sloužila pro senegalské příslušníky francouzské koloniální armády.